# Cicendia filiformis
Cicendia filiformis là một loài thực vật có hoa trong họ Long đởm. Loài này được (L.) Delarbre mô tả khoa học đầu tiên năm 1795.